# 크라피나
크라피나(크로아티아어: Krapina)는 크로아티아 북부에 위치한 도시로 크라피나자고레주의 주도이며 면적은 47.53km2, 도시 인구는 4,482명(2011년 기준), 지방 자치체 인구는 12,479명(2011년 기준)이다. 자그레브(크로아티아의 수도)와 바라주딘에서 약 55km 정도 떨어진 곳에 위치한다.